# Varlık
Varlık es una revista mensual turca dedicada al arte y a la literatura. Creada por Yaşar Nabi Nayır, Sabri Esat Siyavuşgil y Nahit Sırrı Örik en 1933, desde sus comienzos publicó textos inéditos y ensayos de grandes poetas y escritores turcos.

## Historia
Varlık comenzó como un revista quincenal. Se fundó en Ankara el 15 de julio de 1933, impulsada por Sabri Esat Siyavuşgil, cofundador de la revista junto a Yaşar Nabi Nayır y Nahit Sırrı Örik. En 1946 la revista trasladó su sede a Estambul. Ese mismo año el editor de la revista fundó también Varlık Publicaciones. 
Tras la muerte de Yaşar Nabi Nayır, en 1981 su hija, Filiz Nayır, se hizo responsable de la edición de la revista. De 1983 a 1990, la revista fue editada por Kemal Özer, un poeta turco.

## Legado
Varlık tiene una importancia única  en la literatura turca. La mayoría de Turks quiénes han devenido famosos en la literatura ha devenido tan a través de editorial sus trabajos en Varlık, como Sait Faik Abasiyanik. Los colaboradores significativos incluyen Cahit Sıtkı Tarancı, Orhan Veli Kanik, Nurullah Ataç, Ziya Osman Saba, Oktay Akbal, Mahmut Makal, Necati Cumalı, Fazıl Hüsnü Dağlarca, Behçet Necatigil, Cahit Külebi, Orhan Kemal, Haldun Taner y Tahsin Yücel. La revista también introdujo el trabajo por Dostoyevski, Turgeniev, Gógol, Kafka, Tolstói, Steinbeck, Hemingway, Balzac, Malraux, Zola, Gide, Camus y Sartre a través de traducciones turcas. Desde 2001 la revista forma parte de la red Eurozine.